# Історія математичних позначень
Математичні позначення — символи, які використовують для компактного запису математичних рівнянь і формул. Крім цифр та літер різних алфавітів (латинського, у тому числі в готичному накресленні, грецького та єврейського), математична мова використовує безліч спеціальних символів, винайдених за останні кілька століть.

## Алгебра

### Об'єкти та операції

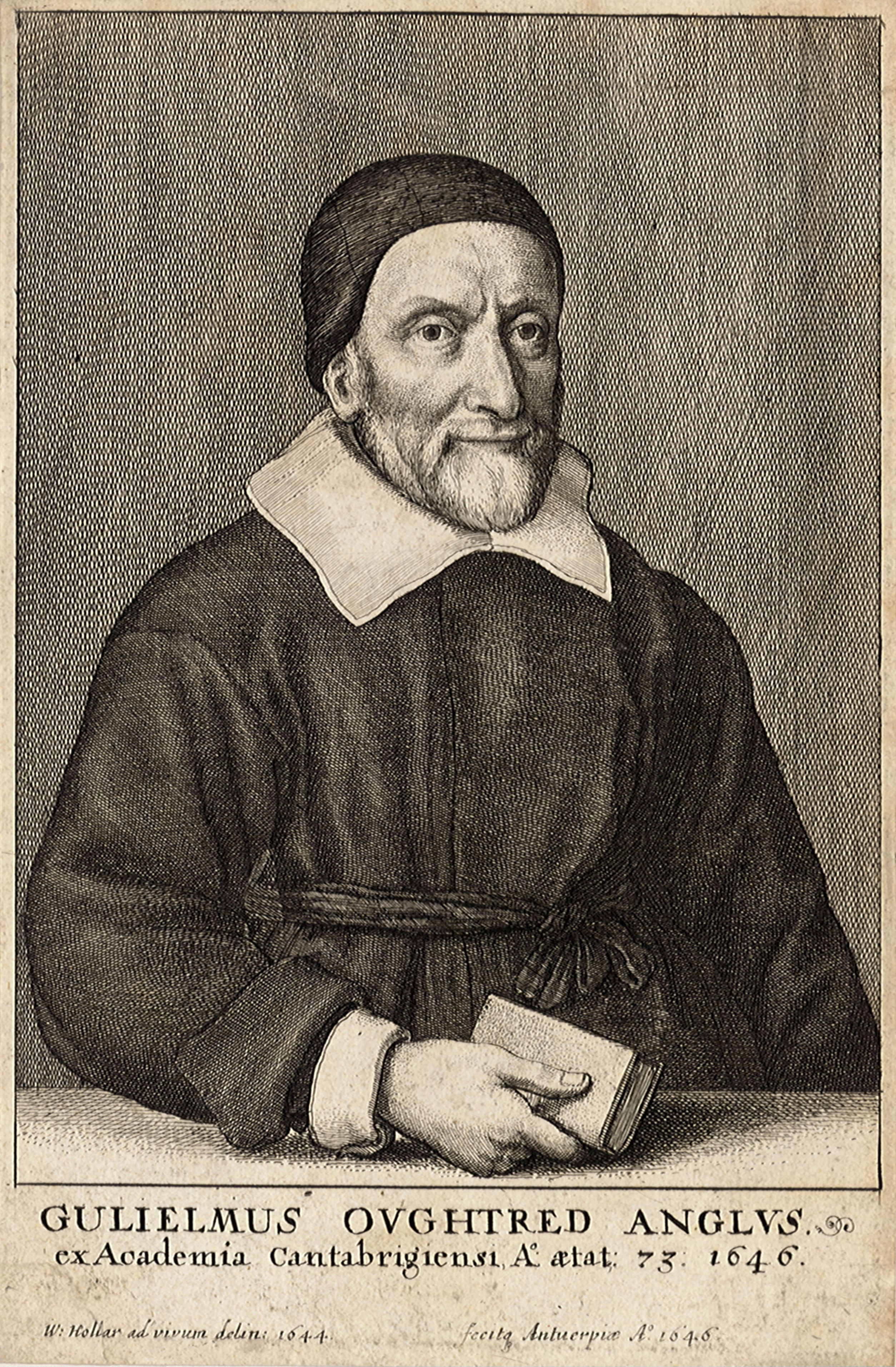
Вільям Отред
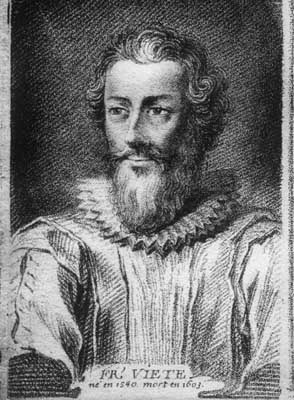
Франсуа Вієт
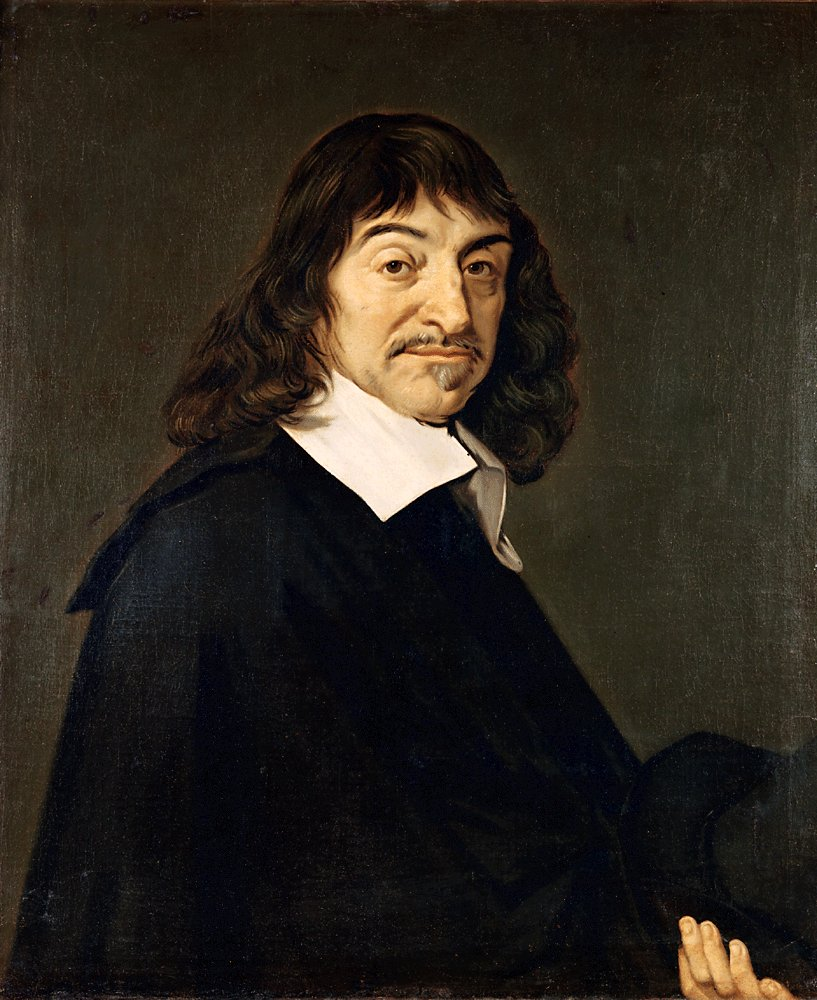
Рене Декарт
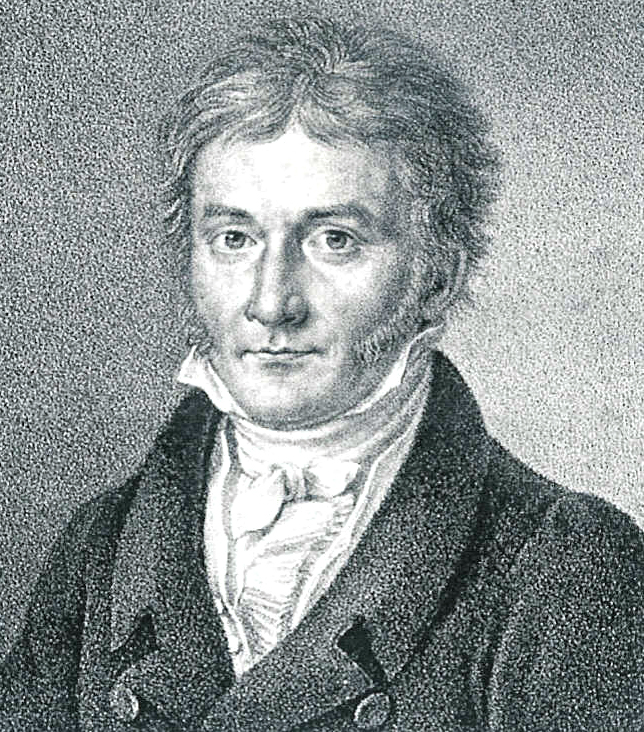
Карл Фрідріх Гаус

Від індійських значків, показаних в нижньому рядку (накреслення I століття н. е.), походять сучасні цифри

Для позначення цифр від 1 до 9 в Індії з VI століття до н. е. використовували писемність «брахмі», з окремими знаками для кожної цифри. Трохи видозмінившись, ці значки стали сучасними цифрами, які ми називаємо арабськими, а самі араби — індійськими. У зв'язку з винаходом десяткової позиційної системи запису чисел (близько 500 р н. е.), знадобився новий значок для нуля. Вчені розходяться в думках, звідки до Індії прийшла ця ідея — від греків, з Китаю або індійці винайшли цей важливий символ самостійно. Перший код нуля виявлений у записі 876 року, він має вигляд звичного нам кружечка.
Десяткова кома, що відокремлює дробову частину числа від цілої, введена італійським астрономом Маджині (1592) та Непером (1617). Раніше замість коми ставили інші символи — вертикальну риску: 3 | 62, чи нуль у дужках: 3 (0) 62; деякі автори, які наслідували ал-Каші, вживали чорнило різного кольору. В Англії замість коми віддавали перевагу крапці, яку ставили посередині рядку; цю традицію перейняли в США, проте змістили крапку вниз, щоб не плутати її зі знаком множення.
«Двоповерховий» запис звичайного дробу використовували ще давньогрецькі математики, хоча знаменник вони записували над чисельником, а риски дробу не було. Індійські математики перемістили чисельник наверх; через арабських математиків цей формат перейняли в Європі. Дробову риску вперше в Європі ввів Леонардо Пізанський (1202), але в ужиток вона увійшла лише за підтримки Йоганна Відмана (1489).
Знаки плюса та мінуса придумали, мабуть, в німецькій математичній школі «косистів» (тобто алгебраїстів). Їх використано у підручнику Йоганна Відмана «Швидкий та приємний рахунок для всіх торговців», виданому в 1489 році. До цього додавання позначалося буквою p (plus) або латинським словом et (сполучник «та»), а віднімання — буквою m (minus). У Відмана символ плюса замінює не тільки додавання, але й сполучник «та». Походження цих символів неясне, але, найімовірніше, їх раніше використовували у торговій справі як ознаки прибутку та збитку. Обидва символи незабаром отримали загальне поширення в Європі — за винятком Італії, яка ще близько століття використовувала старі позначення.
Знак множення ввів в 1631 році Вільям Отред (Англія) у вигляді косого хрестика. До нього використовували найчастіше букву M, хоча пропонували й інші позначення: символ прямокутника {\displaystyle \Box } (Ерігон, 1634), зірочка (Йоганн Ран, 1659). Пізніше Лейбніц замінив хрестик на крапку (кінець XVII століття), щоб не плутати його з буквою x; до нього така символіка зустрічалася у Регіомонтана (XV століття) та англійського вченого Томаса Герріота (1560—1621).
Знаки ділення. Отред віддавав перевагу косій рисці. Двокрапкою поділ став позначати Лейбніц. До них часто використовували також букву D. Починаючи з Фібоначчі, використовують також горизонтальну риску дробу, яку вживали ще Герон, Діофант та яка зустрічається в арабських творах. В Англії та США поширення отримав символ ÷ (обелюс), який запропонував Йоганн Ран (можливо, за участю Джона Пелла) в 1659 році. Спроба Американського національного комітету з математичних стандартів (англ. National Committee on Mathematical Requirements) вивести обелюс з практики (1923) виявилася безрезультатною.
Знак плюс-мінус з'явився у Жирара (1626) та Отреда. Правда, Жирар між плюсом і мінусом писав ще словами «або».
Піднесення до степеня. В VII столітті н. е. індійський математик Брахмагупта позначав піднесення до квадратного степеня знаком  व  (від санскр. वर्ग — квадратне число). Сучасний запис показника степеня введений Декартом в його «Геометрії» (1637), правда, тільки для натуральних степенів, більших 2. Пізніше Ньютон поширив цю форму запису на від'ємні та дробові показники (1676), трактування яких до цього часу вже запропонували Стевін, Валліс і Жирар.
Середньовічні математики (наприклад, Кардано) позначали квадратний корінь символом {\displaystyle R} або стилізованою комбінацією {\displaystyle R_{x}} (від лат. Radix, корінь).
Сучасне позначення знаку кореня вперше вжив німецький математик Крістоф Рудольфф, зі школи косистів, в 1525 році. Походить цей символ від стилізованої першої літери того ж слова radix. Риска над підкореневим виразом спочатку була відсутня; її пізніше ввів Рене Декарт (1637) для іншої мети (замість дужок), і ця риска незабаром злилася зі знаком кореня.
Кубічний корінь в XVI столітті позначався таким чином: Rx.u.cu (від лат. Radix universalis cubica). Звичне нам позначення кореня довільного ступеня почав використовувати Альбер Жирар (1629). Закріпився цей формат завдяки Ньютону та Лейбніцу.
Круглі дужки з'явилися у Тартальї (1556) (для підкореневого виразу) й пізніше у Жирара. Бомбеллі використовував як початкову дужку куточок у вигляді букви L, а як кінцеву — його ж у перевернутому вигляді (1550); такий запис став прабатьком квадратних дужок. Фігурні дужки запропонував Вієт (1593). Однак більшість математиків тоді замість дужок надкреслювали виділюваний вираз. У загальну практику дужки ввели Лейбніц та Ейлер.
Знак суми ввів Ейлер в 1755 році.
Знак добутку ввів Гаус в 1812 році.
Літеру i як код уявної одиниці: {\displaystyle i={\sqrt {-1}}} запропонував Ейлер (1777), узявши для цього першу літеру слова imaginarius (уявний).
Позначення абсолютної величини та модуля комплексного числа з'явилися у Карл Веєрштраса в 1841 році. 1903 року Лоренц використовував цю ж символіку для довжини вектора.
Символ функції «ціла частина» ввів Гаусс в 1808 році. Деякі математики воліють використовувати замість нього позначення E (x), запропоноване в 1798 році Лежандром.
Дві пари символів-куточків, які означають округлення дійсного числа до цілого в меншу або більшу сторону відповідно ввів Кеннет Айверсон в 1962 році.

### Відношення

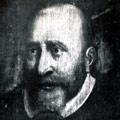
Роберт Рекорд
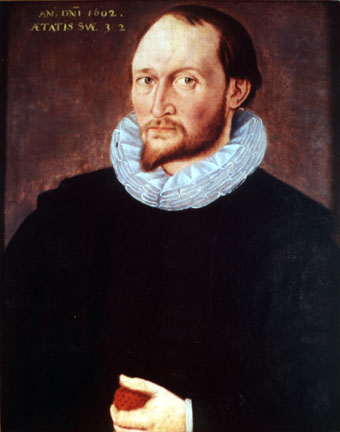
Томас Герріот
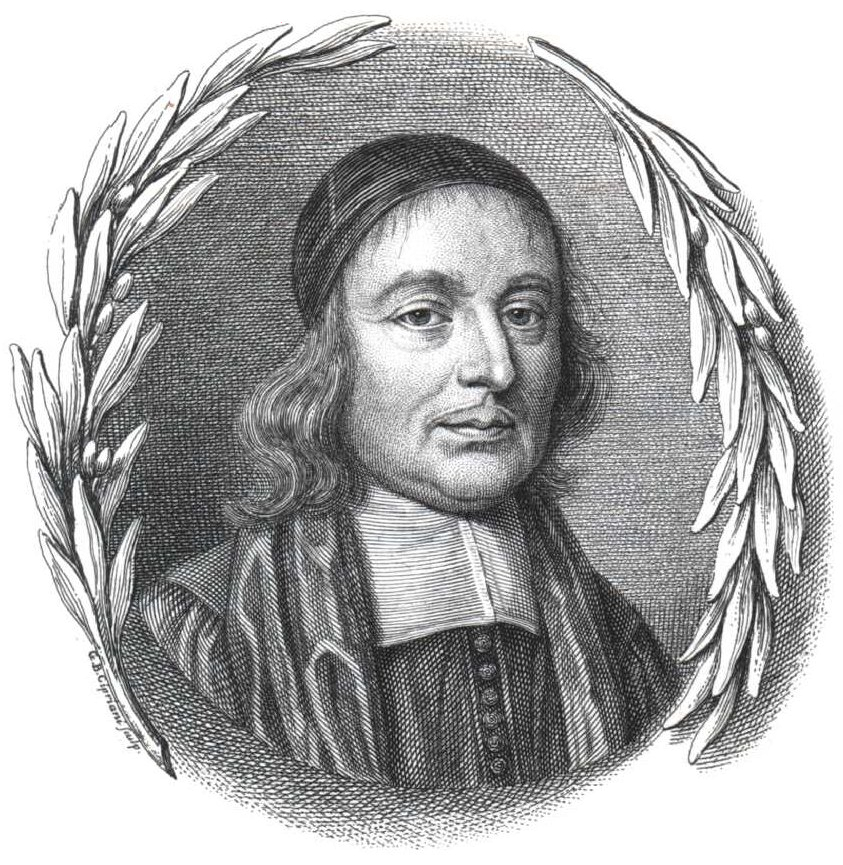
Джон Валліс
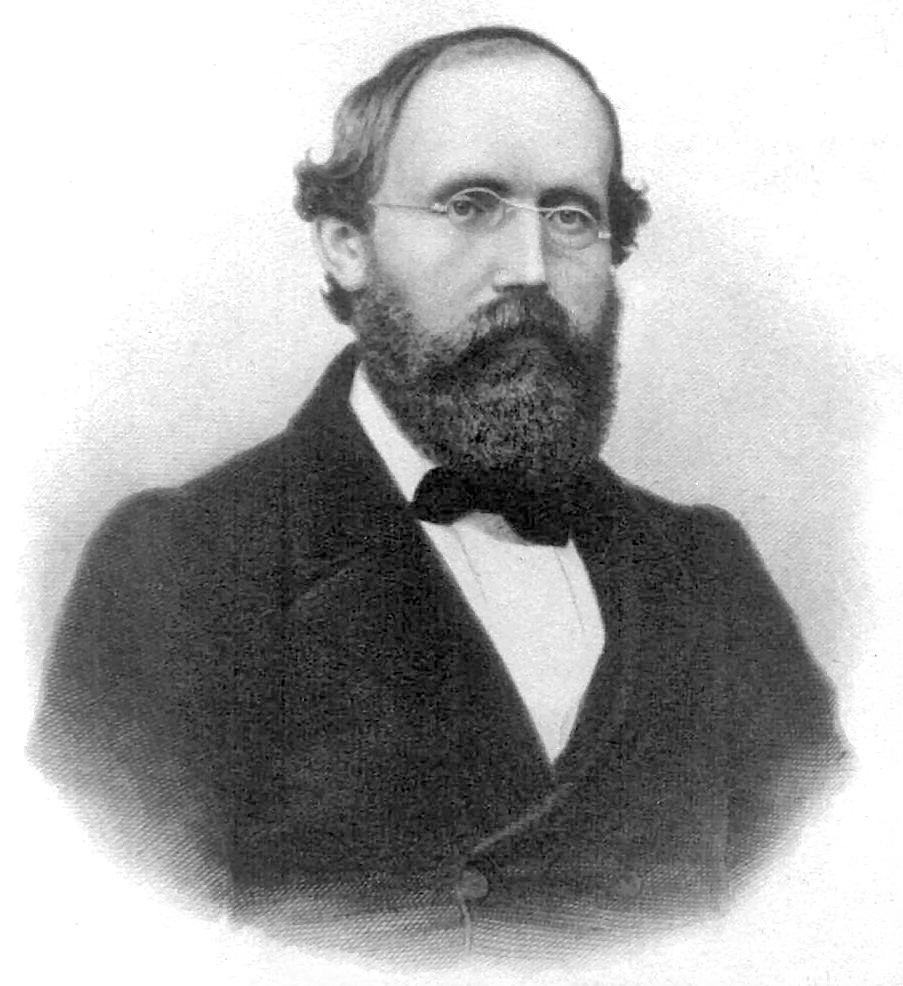
Бернгард Ріман

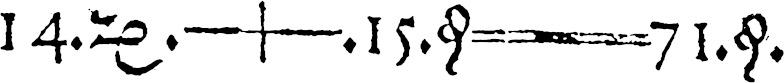
Перша друкована поява знака рівності (записано рівняння)

Знак рівності запропонував Роберт Рекорд в 1557 році; накреслення символу було набагато довше нинішнього. Автор пояснив, що немає в світі нічого рівнішого, ніж два паралельних відрізки однакової довжини. Деякий час поширенню символу Рекорда заважала та обставина, що з античних часів такий же символ використовували для позначення паралельності прямих; врешті-решт було вирішено символ паралельності зробити вертикальним. В континентальній Європі знак рівності був введений Лейбніцем.
Знак «приблизно дорівнює» придумав німецький математик С. Гюнтер в 1882 році.
Знак «не дорівнює» вперше зустрічається в Ейлера.
Автор знаку «тотожно дорівнює» — Бернгард Ріман (1857). Цей же символ, за пропозицією Гаусса, використовують у теорії чисел як знак порівняння по модулю, а в логіці — як знак операції еквівалентності.
Знаки порівняння ввів  Томас Герріот у своєму творі, виданому посмертно в 1631 році. До нього писали словами: більше, менше.
Символи несуворого порівняння запропонував Валліс в 1670 році. Спочатку риска була вище знака порівняння, а не під ним, як зараз. Загальне поширення ці символи отримали після підтримки французького математика П'єра Бугера (1734), у якого вони набули сучасного вигляду.
Ці позначення ввели Анрі Пуанкаре та Еміль Борель (1901) і їх використовували для вказівки, що один ряд мажорирується іншим. Іноді їх використовують у такому вузькому значенні і зараз, але частіше вони означають «багато менше» та «багато більше».

## Геометрія та тригонометрія
Символи «кут» та «перпендикулярно» придумав в 1634 році французький математик П'єр Еригон. Символ кута у Еригона нагадував значок {\displaystyle <}, сучасну форму йому додав Вільям Отред (1657).
Символ «паралельності» відомий з античних часів, його використовували Герон та Папп Александрійський. Спочатку символ був схожий на нинішній знак рівності, але з появою останнього, щоб уникнути плутанини, символ був повернений вертикально (Отред (1677), Керсі (англ. John Kersey) та ін. математики XVII століття).
Сучасні позначення кутових одиниць (градуси, мінути, секунди) зустрічаються ще в «Альмагесті» Птолемея, однак в середньовічній Європі замість них писали словами: gradus, minutes, secundae. Знову ці символи використовував в 1568 році французький математик і поет Жак Пелетьє (фр. Jacques Peletier du Mans, 1517—1582), після чого вони швидко увійшли в загальне вживання (зокрема, у Тихо Браге, Ретика та Кеплера).
Радіанну міру кутів, зручнішу для аналізу, запропонував в 1714 році англійський математик Роджер Котс. Сам термін радіан придумав в 1873 році Джеймс Томсон, брат відомого фізика лорда Кельвіна.
Загальноприйняте позначення числа 3,14159 … вперше утворив Вільям Джонс в 1706 році, взявши першу букву слів грец. περιφέρεια — коло та περίμετρος — периметр, тобто довжина кола. Це скорочення сподобалося Ейлеру, праці якого закріпили позначення остаточно.
Скорочені позначення для синуса та косинуса ввів Отред в середині XVII століття.
Скорочені позначення тангенса та котангенса: {\displaystyle \operatorname {tg} ,\operatorname {ctg} } введені Іоганном Бернуллі в XVIII столітті, вони набули поширення в Німеччині та Росії. В інших країнах вживаються назви цих функцій {\displaystyle \tan ,\cot }, запропоновані Альбером Жираром ще раніше, на початку XVII століття.
Манера позначати зворотні тригонометричні функції за допомогою приставки arc (від лат. arcus, дуга) з'явилася в австрійського математика Карла Шерфера (нім. Karl Scherffer; 1716—1783) і закріпилася завдяки Лагранжу. Малося на увазі, що, наприклад, звичайний синус дозволяє по дузі кола знайти тиснучу її хорду, а зворотна функція вирішує протилежне завдання. Англійська та німецька математичні школи до кінця XIX століття пропонували інші позначення: {\displaystyle \sin ^{-1},{\frac {1}{\sin }}}, але вони не прижилися.

## Математичний аналіз

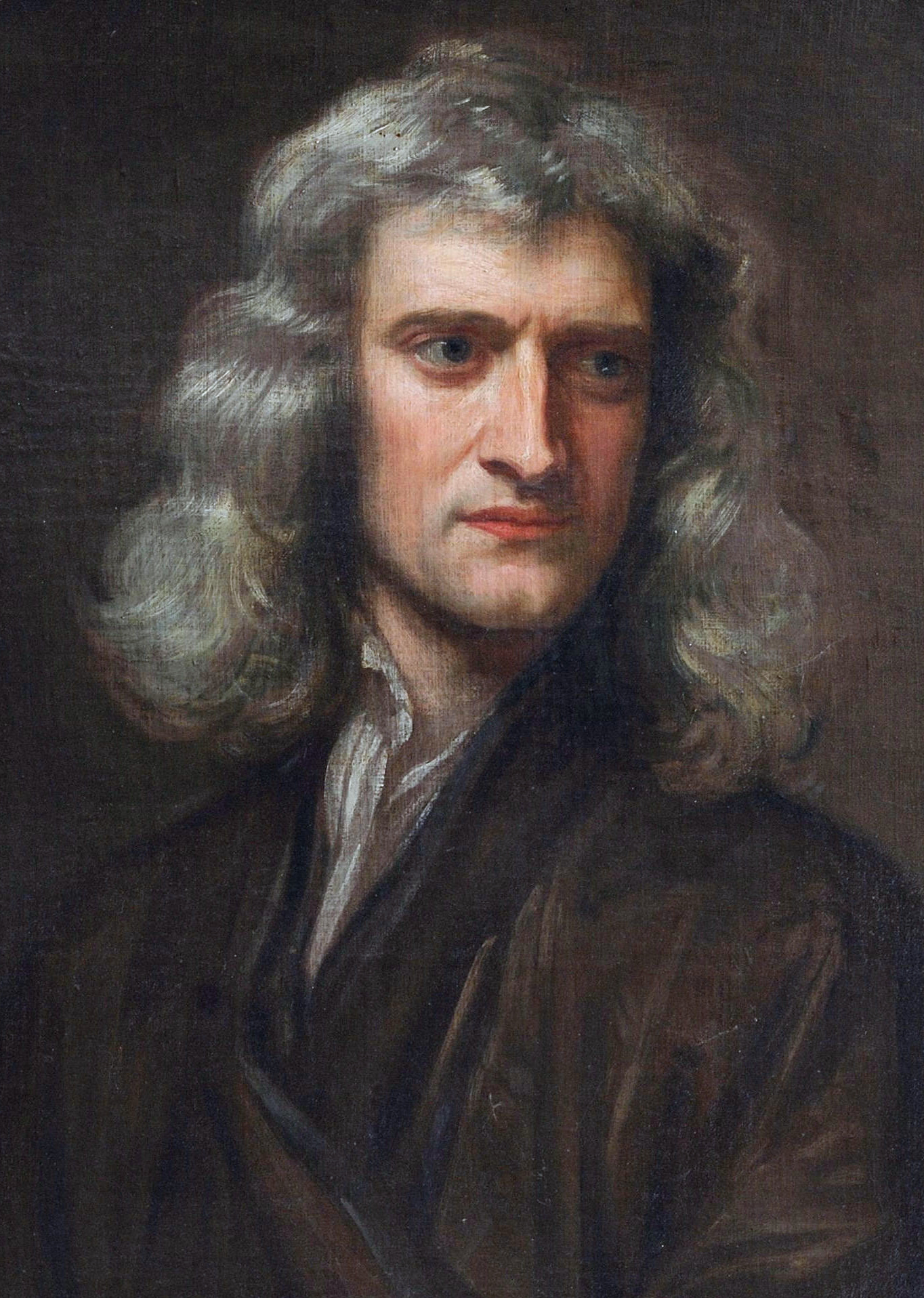
Ісаак Ньютон
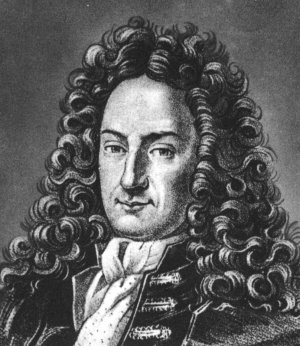
Ґотфрід Вільгельм Лейбніц
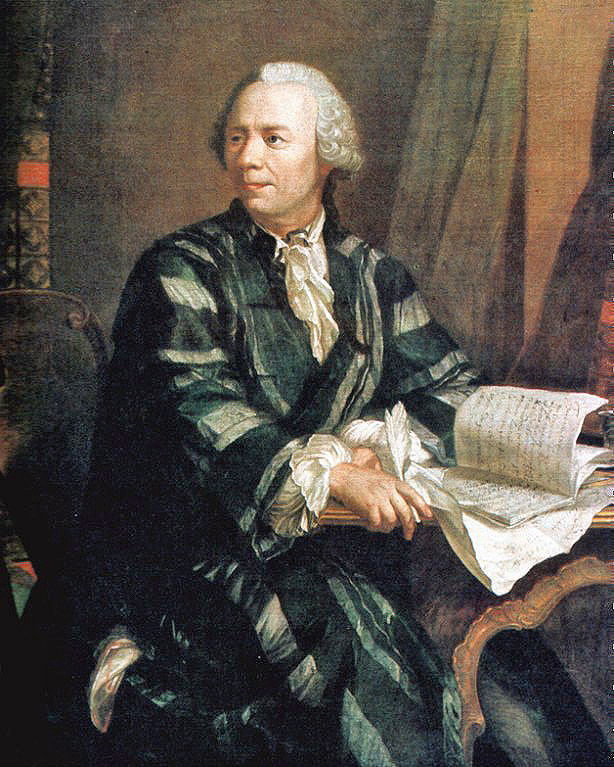
Леонард Ейлер
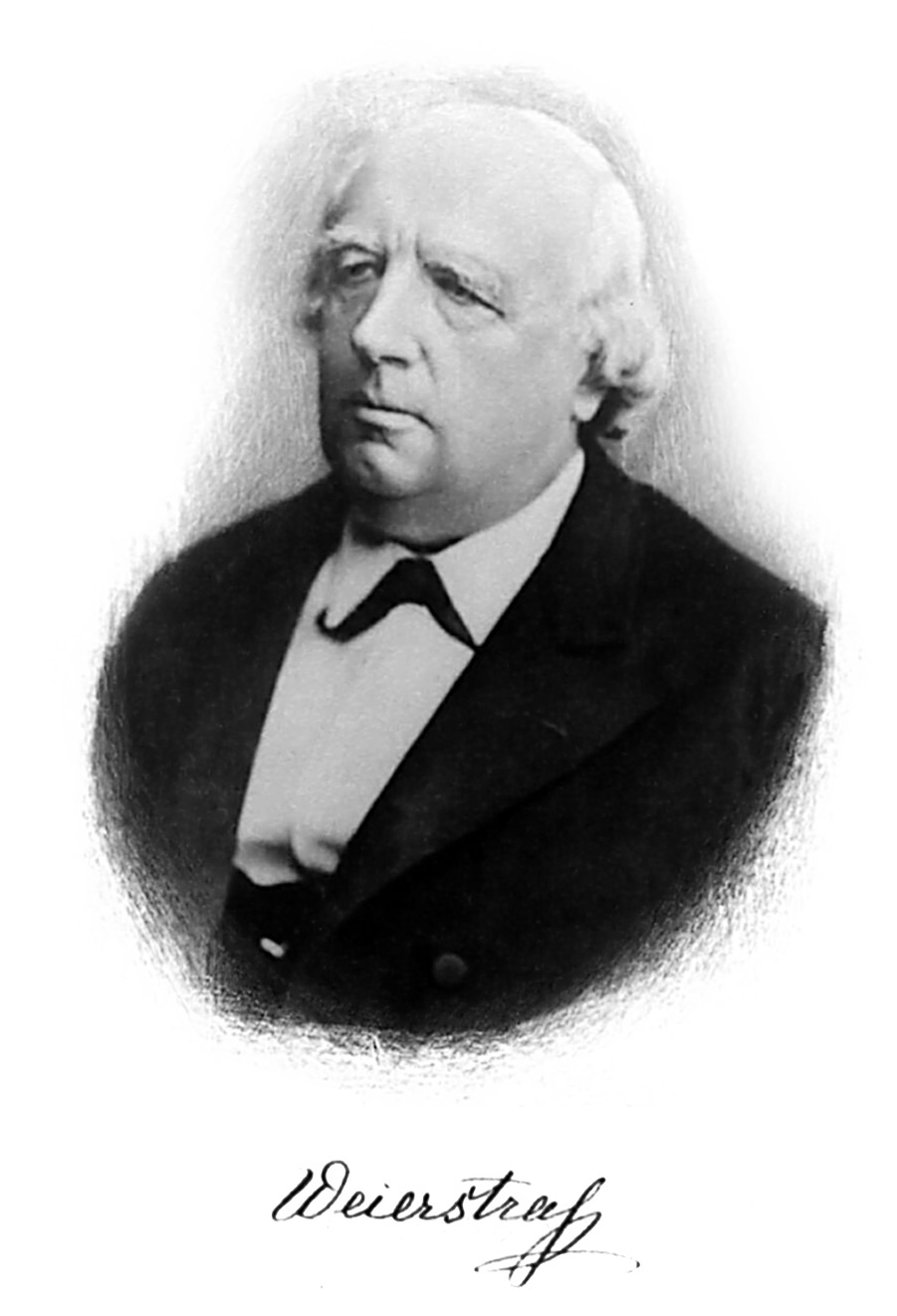
Карл Веєрштрас
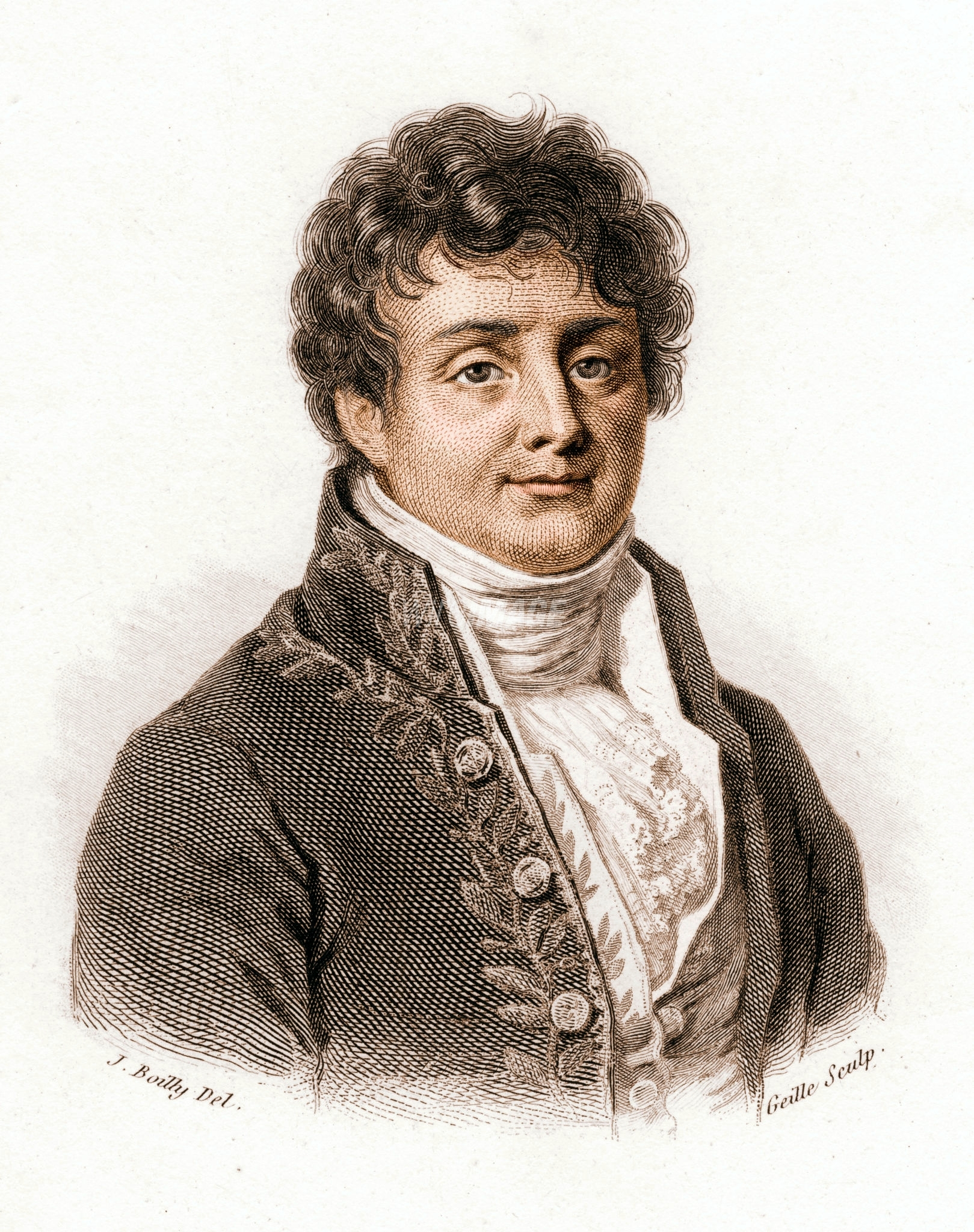
Жан Батист Жозеф Фур'є

Довгий час математики задавали аргументи без дужок: {\displaystyle fx}, дужки використовували тільки у випадку багатьох аргументів, а також якщо аргумент являв собою складний вираз. Відлунням тих часів є вживані і зараз записи {\displaystyle \sin x,\lg x} та ін. Але поступово використання дужок стало загальним правилом.
Символи нескінченно малих використовував шотландський математик Джеймс Грегорі. У нього ці позначення перейняв Ньютон.
Позначення інтегралу Лейбніц утворив від першої літери слова «Сума» (Summa). Ньютон у своїх роботах не запропонував альтернативної символіки інтегралу, хоча пробував різні варіанти: вертикальну риску над функцією або символ квадрата, який стоїть перед функцією або оздоблює її. Сам термін інтеграл придумав Якоб Бернуллі (1690).
Позначення прирощення літерою {\displaystyle \Delta } вперше вжив Йоганн Бернуллі.
Позначення диференціалу, похідної та значна частина інших загальновживаних символів аналізу належать Лейбніцу.
Манера позначати похідну за часом крапкою над літерою йде від Ньютона (1691).
Коротке позначення похідної штрихом походить від Лагранжа.
Позначення похідної як деякого оператора було запропоновано Арбогастом у 1800.
Оформлення визначеного інтегралу в звичному нам вигляді придумав Фур'є.
Стандартне позначення числа Ейлера e = 2,71828 … запропоновано, природно, Ейлером (1728, опубліковано в 1736 році).
Символ часткової похідної зробили загальновживаним спочатку Карл Якобі (1837), а потім Веєрштрас, хоча це позначення вже зустрічалося раніше в одній роботі Лежандра (1786).
Символ границі з'явився в 1787 році у Симона Люільє і отримав підтримку Коші (1821). Граничне значення аргументу спочатку вказувалося окремо, після символу lim, а не під ним. Близьке до сучасного позначення ввів Веєрштрасс, проте замість звичної нам стрілки він використовував знак рівності. Стрілка з'явилася на початку XX століття відразу у декількох математиків — зокрема, у Гарді (1908).
Символ цього диференціального оператора придумав Вільям Роуен Гамільтон (1853), а назву «набла» запропонував Хевісайд (1892).

## Інші позначення
Знак відсотка з'являється в середині XVII століття відразу в декількох джерелах, його походження неясне. Є гіпотеза, що він виник від помилки складача, який скорочення cto (cento, сота частка) набрав як 0/0. Більш ймовірно, що це скорописний комерційний значок, що виник років на 100 раніше.
До кінця XIX століття загальноприйнятого позначення логарифма не було, основа a вказувалася то лівіше і вище символу log, то над ним. У кінцевому рахунку математики прийшли до висновку, що найзручніше місце для основи — нижче рядка, після символу log. Короткі позначення найуживаніших видів логарифма — десяткового та натурального — з'явилися набагато раніше відразу у декількох авторів і закріпилися остаточно також до кінця XIX століття.
Індексацію для нумерації однорідних змінних в сучасному вигляді ввів Ньютон (1717). Перший час, через типографські обмеження, індекси друкувалися не нижче рядку, а на тому ж рівні. Подвійні індекси (для елементів матриць) ввів в загальне користування Якобі (1835).
Символ факторіала запропонував Крістіан Крамп (1808).
Символ нескінченності придумав Д.Валліс, опублікований в 1655 році.
Символи логічних операцій запропонував Джордж Буль (1854). Альтернативою є символ амперсанда & для кон'юнкції і вертикальної риски | для диз'юнкції.
Перші символи для кванторів з'явилися в 1879 році, в книзі Фреге «Обчислення понять». Позначення Фреге мали вигляд громіздких графічних конструкцій і не були прийняті. Згодом було запропоновано безліч вдаліших символів, але загальноприйнятими стали позначення {\displaystyle \exists } для квантора існування, запропоноване Чарльзом Пірсом в 1885 році, та {\displaystyle \forall } для квантора спільності, утворене Герхардом Генценом в 1935 році за аналогією з символом квантора існування (перевернуті перші літери слів англ. exists — існує та all — все). Сам термін «квантор» також запропонував Пірс.
На символіку теорії множин великий вплив зробила тісно пов'язана з нею і вже добре розроблена до кінця XIX століття символіка математичної логіки. Теоретико-множинні символи «міститься» і «містить» з'явилися в 1890 році у німецького логіка Ернста Шредера. Спочатку відношення «міститься» і «є елементом» не розрізняли, але ще до появи парадоксів теорії множин окремий символ приналежності {\displaystyle \in } став використовувати Джузеппе Пеано (1895; від грец. εστι — бути). Він також є автором символів перетину та об'єднання множин (1888).